# Conselho Nacional das Mulheres Portuguesas
O Conselho Nacional das Mulheres Portuguesas (1914-1947) foi uma organização feminista portuguesa, dedicada à defesa dos direitos sociais e políticos das mulheres, criado por iniciativa da médica ginecologista e ativista republicana e feminista Adelaide Cabete (1867-1935), mantendo atividade ininterruptamente até 1947, ano em que o regime do Estado Novo ordenou o seu encerramento. Foi uma das mais importantes organizações feministas da primeira metade do século XX a atuar em Portugal e a mais duradoura, sendo a única a perdurar após o fim da Primeira Guerra Mundial.

## História

### Origem e Primeiros Anos
A primeira tentativa de se fundar, em Portugal, um Conselho Nacional feminino terá surgido no início do século XX, quando a académica Carolina Michaëlis de Vasconcelos apresentou a canadiana Sophia Sanford, tesoureira da mais antiga organização americana feminista internacional, a ICW- International Council of Women (Conselho Internacional de Mulheres), à escritora Olga de Morais Sarmento. Num cartão, não datado, Carolina Michaëlis sugeriu-lhe que reunisse «em sua casa algumas senhoras que falem inglês - e que desejam colaborar no movimento feminista», a fim de tentar a formação de um conselho nacional de mulheres portuguesas dispostas a trabalharem «energicamente a favor do Bem». Contudo, esta reunião não obteve resultados, somente passando do papel para a realidade em 1914.

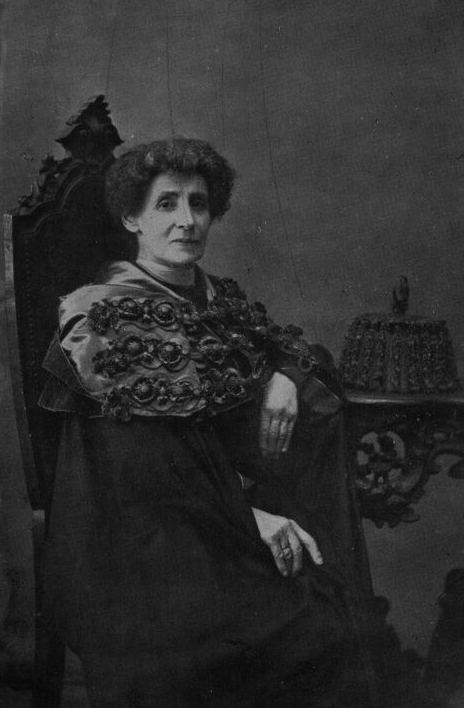
Carolina Michaëlis de Vasconcelos (1911), presidente honorária do CNMP

Criado como uma ramificação do International Council of Women, o Conselho Nacional das Mulheres Portuguesas (CNMP) foi então fundado a 30 de maio de 1914, por iniciativa do político, advogado, escritor, fundador do jornal O Século e defensor dos direitos das mulheres Sebastião de Magalhães Lima e da médica ginecologista e ativista republicana e feminista Adelaide Cabete, sendo esta eleita presidente, função que exerceu desde a fundação da organização até à sua morte no ano de 1935. Devido aos seus esforços anteriores, a lexicógrafa e professora universitária Carolina Michaëlis de Vasconcelos foi homenageada numa cerimónia e nomeada presidente honorária da CNMP.

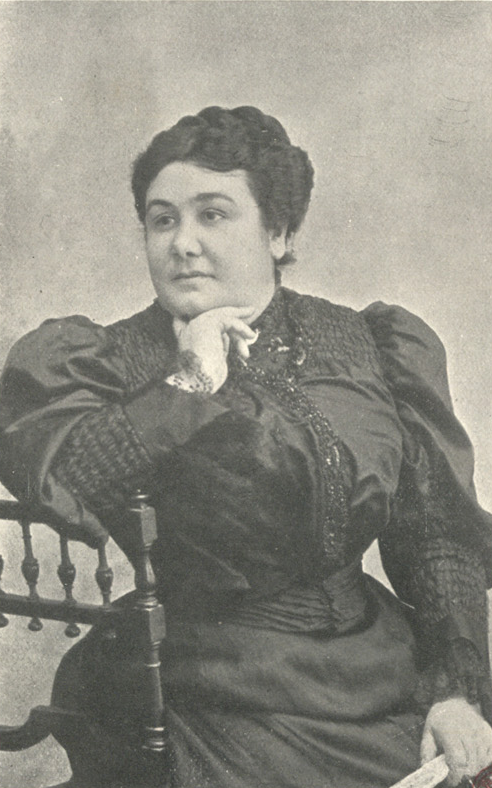
Adelaide Cabete (1908), primeira presidente do Conselho Nacional das Mulheres Portuguesas

No periódico Boletim Oficial do Conselho Nacional das Mulheres Portuguesas, dirigido pela jornalista, autora e editora Maria Clara Correia Alves e publicado em novembro de 1914, as dirigentes feministas portuguesas redigiram que procuravam «reunir, numa grande associação, todas as agremiações e grupos femininos, que se encontram disseminados por todo o país», pondo termo ao «alheamento do mundo feminista internacional». 
| “                                                      | « (...) todas as senhoras e colectividades femininas de Portugal dele podem fazer parte qualquer que seja a classe social a que pertençam, qualquer que seja a sua fé política ou credo religioso, por isso que o fim desta associação é, muito simplesmente, trabalhar pelo melhoramento civil, económico e moral da mulher em particular e da humanidade em geral, absolutamente afastada da luta das paixões» | ” |
| — Adelaide Cabete, entrevista ao jornal O Mundo (1914) | |   |

Tinham por principais objetivos a alteração dos estatutos legais e civis da mulher na família e no Estado, obter o direito de voto feminino, o fim do tráfico e exploração de mulheres, a abolição da regulamentação da prostituição (que apesar de garantir alguma fiscalização e inspeções sanitárias, permitia abusos e a exploração de menores), a melhoria da saúde pública, a defesa dos direitos das grávidas e puérperas assim como de vários direitos laborais para as mulheres trabalhadoras, a inclusão das mulheres nas carreiras profissionais (que lhes estavam vedadas) e a proteção das mulheres e crianças desfavorecidas ou vítimas de maus tratos, entre outras causas.

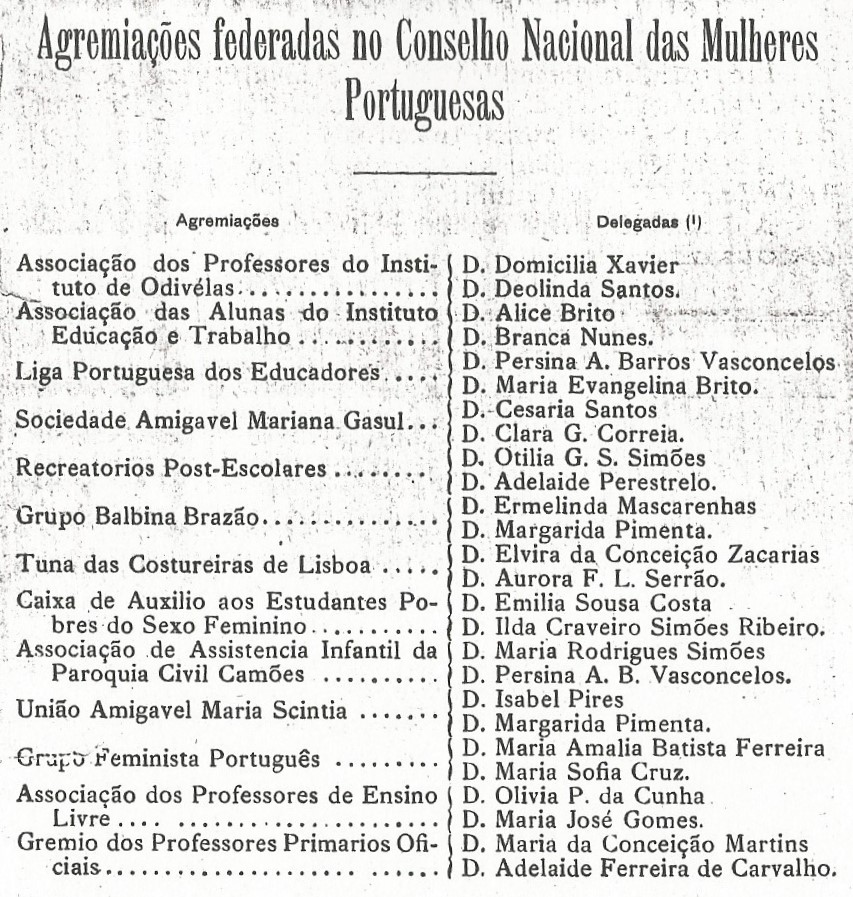
Lista de Agremiações federadas no Conselho Nacional das Mulheres Portuguesas, publicado no Boletim Oficial do CNMP em Fevereiro de 1915

Apesar da presidente Adelaide Cabete ter adoptado um discurso apolítico e não religioso, o facto de várias militantes da Liga Republicana das Mulheres Portuguesas (LRMP) terem integrado o Conselho Nacional das Mulheres Portuguesas, não ajudou à adesão e participação das mulheres monárquicas, religiosas ou mais conservadoras da sociedade, dificultando conseguintemente a sua expansão ou adesão pública, assim como a angariação de donativos para as suas obras de caridade ou ações jurídicas e de propaganda. Como consequência, a sede social da organização funcionou de forma improvisada, durante quase todo o seu tempo de existência, no consultório médico de Adelaide Cabete e da sua irmã, Maria Brazão, localizado no nº 13, 1º andar, da Praça dos Restauradores, em Lisboa.
Apesar de terem vivido vários contratempos e dificuldades financeiras, entre 1914 e 1915, o Conselho Nacional das Mulheres Portuguesas conseguiu contar com a federação de quinze agremiações, muitas das quais ligadas ao associativismo de docentes de vários níveis de ensino, revelando uma preocupação acrescida sobre o ensino e a importância da alfabetização da mulher para obtenção dos seus direitos e melhores condições de vida. Entre as várias associações, destacavam-se a Associação das Alunas do Instituto Educação e Trabalho, a Liga Portuguesa dos Educadores, a Associação dos Professores de Ensino Livre, a Associação dos Professores do Instituto de Odivelas, a Caixa de Auxílio aos Estudantes Pobres do Sexo Feminino, o Grupo Feminista Português, a Liga Portuguesa da Moralidade Pública, o Grémio dos Professores Primários Oficiais, o núcleo do Porto da Liga Republicana das Mulheres Portuguesas e a Tuna das Costureiras de Lisboa.

### Anos 20: Congressos Nacionais e Internacionais
Em maio de 1924, com o objetivo de comemorar o décimo aniversário da sua fundação, foi organizado o I Congresso Feminista e da Educação, em Lisboa, o qual foi inaugurado pelo Presidente da República, Manuel Teixeira Gomes, e contou com a participação de distintas individualidades políticas, como Bernardino Machado, Sebastião de Magalhães Lima e Fernando Abranches Ferrão. Tratou-se do primeiro congresso feminista realizado no país. Apresentaram vinte e cinco teses, sendo dezessete da autoria de mulheres. Dezoito dessas teses eram de programática feminista e as restantes sobre problemáticas da social-delinquência, infância desvalida e abandonada, alcoolismo, prostituição, e de vertente educacional ou cívica, tais como: "Reivindicações políticas da mulher portuguesa", por Aurora Teixeira de Castro; "A mulher na administração dos municípios", por Maria Isabel Correia Manso; "Situação da mulher casada nas relações matrimoniais dos bens do casal", por Adelaide Cabete; ou "Educação dos Indígenas nas colónias e suas vantagens" por Domingas Lazary, tornando-se pioneira no cruzamento da questão colonial com a luta feminista. Criaram propostas e várias reivindicações, muito avançadas para a época, como a de que a mulher trabalhadora tivesse direito a um mês de descanso antes do parto (licença de maternidade), a educação sexual fosse ensinada no meio escolar, a igualdade salarial fosse aplicada em cargos iguais, assim como a igualdade jurídica no casal e o sufrágio para a mulher.
Nos seguintes anos, várias sócias e representantes do CNMP discursaram em diversos Congressos Internacionais das Mulheres Trabalhadoras pela Europa e América (Congresso Internacional Feminista de Roma - 1923; Congresso Internacional Feminista de Washington - 1925; Congresso Internacional Feminista de Edimburgo - 1938; e 1º Congresso Mundial da Mulher, na Bélgica - 1946), representando Portugal no estrangeiro, sendo ainda criados novos núcleos em Vila da Feira, Porto, Coimbra, Figueira da Foz e Lisboa, entre outras localidades, utilizando a revista Alma Feminina (1917-1946) como seu meio de divulgação para as suas 632 sócias.

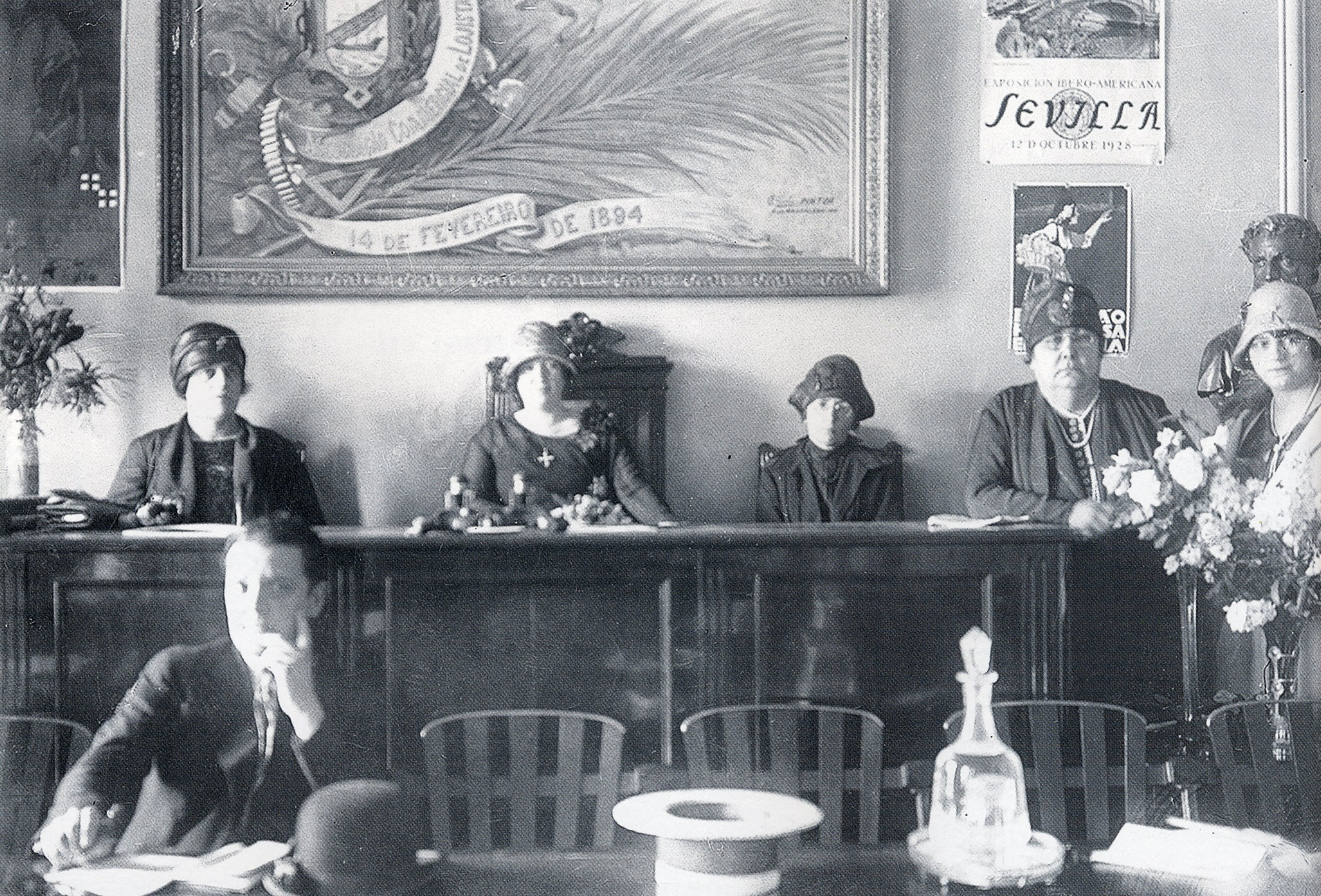
Sessão de abertura do II Congresso Feminista e de Educação, realizado em Lisboa em 1928. (Da esquerda para a direita: Angélica Viana Porto, Elisa Soriano, Beatriz Magalhães, Adelaide Cabete e Maria Leonarda Correia da Costa).

Em 1926, participaram no Primeiro Congresso Nacional Abolicionista, promovido pela Liga Portuguesa Abolicionista (LPA), uma das suas agremiações, que tinha como objetivo combater a prostituição e denunciar a sua regulamentação pelo Estado.
Face ao sucesso alcançado com o seu primeiro congresso, a associação decidiu organizar outro a 24 de junho de 1928. Realizado na Associação Comercial dos Lojistas de Lisboa, a sessão inaugural do II Congresso Feminista e de Educação foi presidida pela médica e feminista Elisa Soriano, presidente da Juventude Universitária Feminina Espanhola, sem, no entanto, contar com a presença de qualquer representante do poder político português. Foram apresentadas doze teses, assinadas por dez mulheres. Apesar do número de teses ter diminuído, as que versavam os direitos políticos e civis das mulheres eram em número superior às que tratavam da temática da educação, tais como: “O voto às mulheres”, de Maria O’ Neill; "Coeducação", de Manuela da Palma Carlos, o qual criticava a supressão da coeducação no ensino primário; e “Protecção à mulher trabalhadora”, de Elina Guimarães, que defendia que a mulher deveria receber parte do seu salário durante o período de repouso obrigatório anterior e posterior ao parto e que a gravidez não podia ser considerada motivo para a cessação de um contrato de trabalho.

### Anos 30 e 40: Exposições e Extinção da Organização
Em 1930, por iniciativa da jornalista Maria Lamas, a organização criou a “Exposição da Obra Feminina, antiga e moderna de carácter literário, artístico e científico", também referida nos jornais da época como "Mulheres Portuguesas", com o apoio do jornal O Século, cujo objetivo era dar maior visibilidade ao trabalho das mulheres, de norte a sul do país, «desde o trabalho das artesãs até aos trabalhos das intelectuais, desde um tear de Trás-os-Montes até à mesa de trabalho de Carolina Michaelis de Vasconcelos». A iniciativa que durou dois meses, gerou uma forte atenção mediática e adesão do público, encontrando-se exposta em 11 salas no edifcio d'O Século, situado no numero 41-59 da Rua do Século, antiga Rua Formosa, em Lisboa.

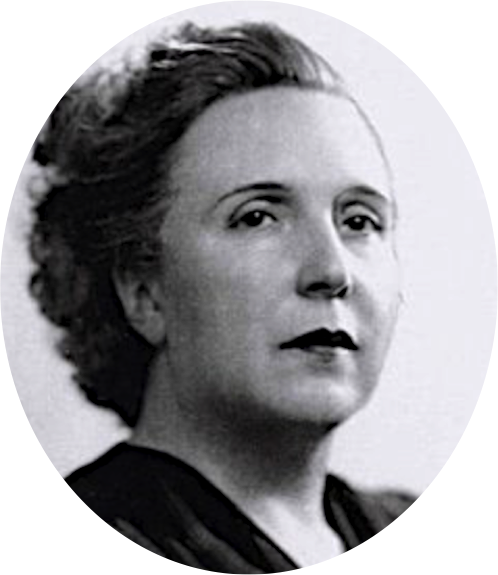
Maria Lamas, quarta presidente do Conselho Nacional das Mulheres Portuguesas

Durante as décadas de 30 e 40, com o surgimento de agremiações femininas associadas ao Estado Novo, como a Obra das Mães para a Educação Nacional, a Mocidade Portuguesa Feminina ou até a Juventude Independente Católica Feminina, o Conselho Nacional das Mulheres Portuguesas enfrentou o seu período com maiores dificuldades, vendo as suas atividades serem condicionadas, já que o Estado passaria a dispor de estruturas que “zelariam” pelas mulheres portuguesas. No entanto, o CNMP não deixou de realizar petições aos vários órgãos do poder político e de fazer intervenções públicas pelas suas causas, nomeadamente solicitando a comutação de penas que consideravam injustas, reclamando contra a legislação promulgada ou situações que afetavam diretamente as mulheres portuguesas, como foi com o caso de Maria de Jesus, de Anadia, conhecida por Maria do Sol, presa por ter morto o seu agressor, dias após este ter entrado em sua casa e a ter tentado violar, em 1933, ou ainda insurgindo-se contra o Decreto-Lei n.º 35426 de 31 de dezembro de 1945, que limitava a capacidade eleitoral feminina, por retirar às mulheres casadas o direito de voto (que apenas tinham conseguido obter em 1931). 

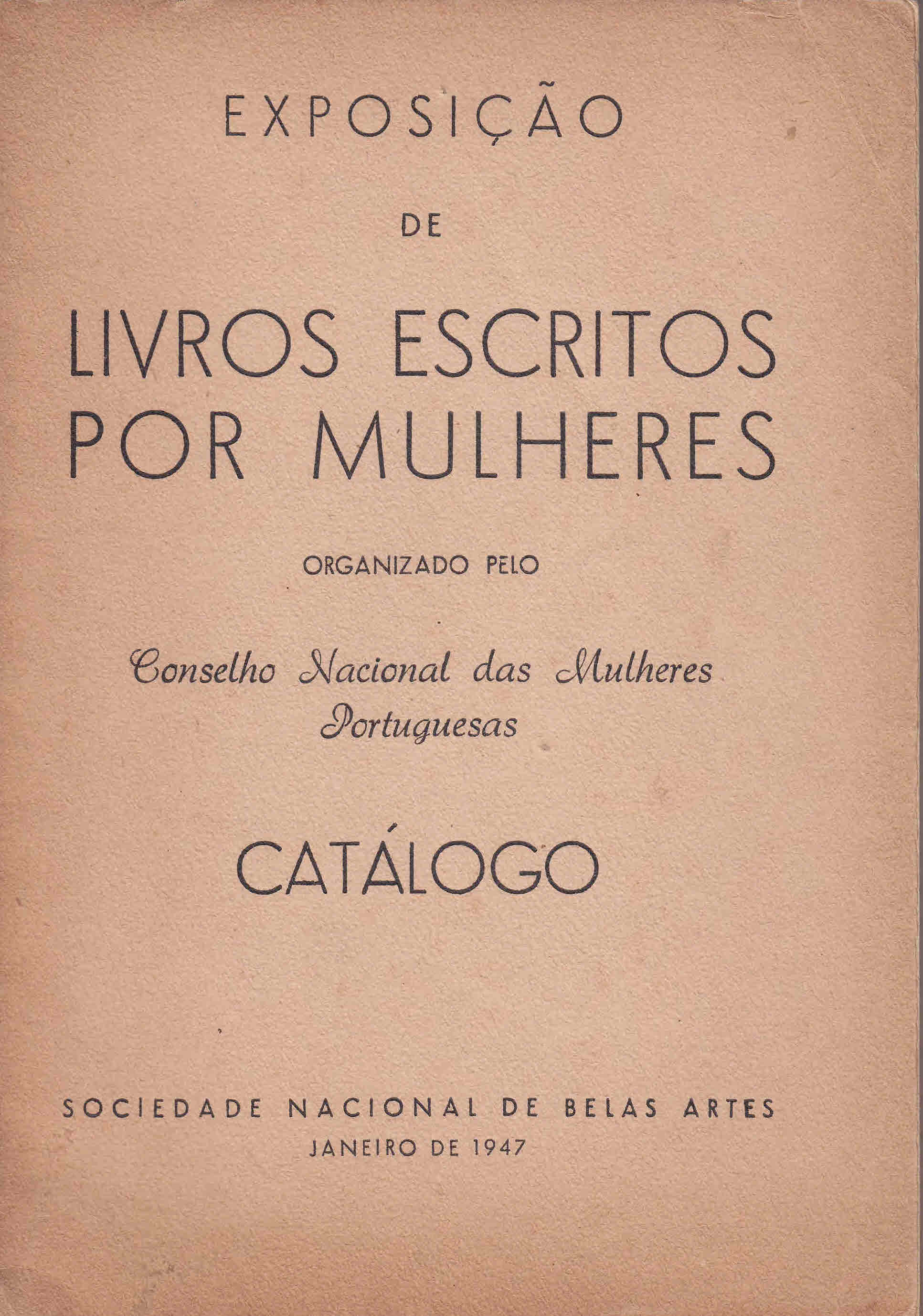
Catálogo da Exposição de Livros Escritos por Mulheres (Janeiro de 1947), organizado pelo Conselho Nacional das Mulheres Portuguesas

Nos anos seguintes, com a morte de Adelaide Cabete em 1935,  a jornalista e escritora Sara Beirão foi eleita presidente do Conselho Nacional das Mulheres Portuguesas, seguindo-se Isabel Cohen von Bonhorst em 1942, e Maria Lamas em 1945.
Somente em 1946, e a contar com vinte e quatro agremiações, entre as quais as Ligas de Bondade, a Associação Feminina Portuguesa para a Paz e a Associação das Mulheres Universitárias de Portugal, o CNMP encontrou um novo espaço para receber as suas colaboradoras nacionais e estrangeiras, podendo também desenvolver mais e melhor as suas atividades, nomeadamente com reuniões e conferências, na Travessa da Fábrica das Sedas, nº 1, das Amoreiras, em Lisboa. Durante o mesmo período foi criado um novo órgão de propaganda oficial denominado de A Mulher (1946-1947), que apenas contou com duas publicações.
Em Janeiro de 1947, o Conselho Nacional das Mulheres Portuguesas, sob a direção de Maria Lamas, realizou na Sociedade Nacional de Belas Artes em Lisboa, a "Exposição de Livros Escritos por Mulheres", que contava com três mil livros escritos por mulheres de todo o mundo. Apesar da iniciativa ter sido considerada um sucesso, sendo amplamente noticiada, após a exposição, as atividades do CNMP foram proibidas pelo Estado Novo, cessando imediatamente a sua existência.
Apesar da forte repressão sentida, e de muitas das militantes serem presas e perseguidas durante anos pela polícia política, grande parte das mulheres do Conselho continuaram a reivindicar direitos e melhores condições de vida para as mulheres portuguesas, integrando outras associações tais como a Associação Feminina Portuguesa Para a Paz ou Movimento de Unidade Democrática (MUD), entre outras que ainda resistiam.

## Lista de Agremiações Federadas no CNMP
- Associação dos Professores do Instituto de Odivelas (1914)
- Liga Portuguesa dos Educadores (1914)
- Sociedade Amigável Mariana Gasul (1914)
- Recreatórios Post-Escolares (1914)
- Grupo Balbina Brasão (1914)
- Tuna das Costureiras de Lisboa (1914)
- Caixa de Auxílio a Estudantes Pobres do Sexo Feminino (1914)
- Associação de Assistência Infantil da Paróquia Civil Camões (1914)
- União Amigável Maria Scintia (1914)
- Grupo Feminista Português (1914)
- Associação dos Professores de Ensino Livre (1914)
- Grémio dos Professores Primários Oficiais (1914)
- Liga Republicana das Mulheres Portuguesas – Núcleo do Porto (1915)
- Associação das Alunas do Instituto Feminino de Educação e Trabalho (1915)
- Liga Portuguesa da Moralidade Pública (1915)
- Associação das Amigas das Flores (1915)
- Associação de Propaganda Feminista (1917)
- Ligas de Bondade (1923)
- Liga Portuguesa Abolicionista (1924)
- Associação das Mulheres Universitárias de Portugal (1928)
- Associação Feminina Portuguesa para a Paz (1946)
- Ginásio Feminino Português (1947)
- Sociedade de Propaganda de Portugal – Núcleo Feminino (1947)
- Sociedade de Beneficência e Recreio 1.º de Janeiro (1947)

## Lista de Sócias e Membros Proeminentes
De entre as 632 sócias identificadas nas listas do Conselho Nacional das Mulheres Portuguesas, cerca de um terço inscreveram-se até ao fim dos anos 20, 91 na década de 30 e as restantes na década de 40. Pela sua influência, luta, actividade e trabalho, dentro e fora do movimento, estes são alguns dos nomes que mais se destacaram:
Abigail de Paiva Cruz, pintora, escultora e artista de rendas, presidente da Comissão de Arte (1933-1934; 1938);
Adelaide Cabete, médica obstetra, ginecologista e professora, presidente da direcção do CNMP (1914-1935), presidente da Comissão Jornalística (1920-1921), Imprensa (1922-1929; 1931; 1933-1934), Paz (1927) e Higiene (1924), oradora no I e II Congresso Feminista e da Educação, autora das teses "A luta anti-alcoólica nas escolas", "Protecção à mulher grávida e à criança", "Papel que o estudo da puericultura, da higiene feminina, do ensino dos primeiros cuidados em caso de acidente e da pedagogia maternal deve desempenhar no ensino doméstico" (1924), e "O ensino da puericultura na escola infantil" (1928); 
Albertina Gamboa, professora, presidente do Conselho Fiscal (1920, 1928-1929), e da Comissão de Propaganda (1922-1923, 1925) e Educação (1920), oradora no I Congresso Feminino e de Educação e autora das teses “A mulher como educadora” (1924) e “Pornografia” (1926);
Alzira Augusta de Lourdes Pinto Vieira, professora e poetisa;
Angélica Viana Porto, doméstica, vice-presidente da direcção do CNMP (1929; 1931-1936), presidente-honorária (1937), presidente da Comissão Moral (1922-1929; 1931-1934;1936), oradora no I e II Congresso Feminista e de Educação e autora das teses “Assistência às delinquentes” (1924), “Memória da Secção de Moral do Conselho Nacional das Mulheres Portuguesas” (1926), “A acção moral do trabalho” (1928) e “A valorização do trabalho feminino” (1929);
Aurora Teixeira de Castro, advogada, notária e publicista, vice-presidente da direcção do CNMP (1926-1927), presidente da Comissão de Emigração (1922), Legislação (1922,1924-1925) e Sufrágio (1927), oradora no I e II Congresso Feminista e de Educação e autora das teses “Reivindicações políticas da mulher portuguesa”, “Situação da mulher casada nas relações matrimoniais dos bens do casal” (1924), “Idades legais da mulher” (1926) e “Reivindicações feministas” (1928);
Bárbara Rosa de Carvalho Pereira, secretária do interior - secção de arquivo (1923), tesoureira adjunta da direcção (1927) e tesoureira da província (1928, 1929, 1931-1934, 1936-1945), presidente da Comissão de Beneficência (1925, 1926) e da Secção de Finanças (1931-1934);
Beatriz Arnut, escritora e poetisa, presidente da Comissão de Paz (1937) e Moral (1938);
Beatriz Teixeira de Magalhães, professora, secretária das actas (1927-1929, 1931-1934), presidente da Comissão de Educação (1933-1934), oradora no II Congresso Feminista e de Educação e autora da tese “Leituras e bibliotecas infantis” (1928);
Berta Santos Garção, vice-presidente (1928), presidente da mesa da Assembleia Geral (1926-1927);
Branca de Gonta Colaço, escritora e poetisa, presidente da Comissão de Arte (1936-1937) e Paz (1928-1929, 1931-1934);
Carmen Marques, advogada e escritora, autora das teses "Trabalho manual e trabalho intelectual", "A Igreja e o casamento civil", "Crise de bom senso, crise do espírito jurídico" e "Democracia e Feminismo" (1930);
Carolina Michaëlis de Vasconcelos, escritora e professora, presidente-honorária (1914);
Celeste Pereira Harrisson, poetisa e autora de peças de teatro, dinamizadora do núcleo da Figueira da Foz;
Delfina do Nascimento Correia Santos Serrão, professora, autora da tese “A coeducação como agente preventivo da prostituição” (1926);
Deolinda Lopes Vieira, professora, presidente da Comissão de Educação (1922-1926) e de Educação Infantil (1927-1929), oradora no I Congresso Feminino e de Educação e autora das teses “A educação dos anormais” (1924) e “Escola única” (1928);
Domingas Lazary do Amaral, professora, oradora no I Congresso Feminino e de Educação e autora da tese “Educação dos indígenas nas colónias e suas vantagens” (1924);
Eduarda Lapa, pintora, presidente da Comissão de Arte (1939);
Elina Guimarães, advogada, vice-presidente da direcção do CNMP (1928-1929, 1931), presidente da Comissão Jurídica (1938-1944; 1946-1947), Sufrágio (1928-1929,-1931), Propaganda (1943-1944) e Legislação (1926-1928; 1932-1934), directora da revista Alma Feminina (1929-1930), oradora no II Congresso Feminino e de Educação e autora das teses “Protecção à mulher trabalhadora” e “Da situação da mulher profissional no casamento” (1928); 
Etelvina Lopes de Almeida, jornalista e escritora; 
Fábia Ochôa Arez, professora, vogal da direcção (1921, 1928, 1929), presidente da Comissão de Sufrágio (1922-1924) e Paz (1925);
Fernanda Tasso de Figueiredo, arquivista, jornalista e escritora;
Ilda Pinto de Lima, professora, oradora no I Congresso Feminista e de Educação e autora da tese “Bibliotecas infantis” (1924);
Isabel Cohen von Bonhorst, vice-presidente da direcção do CNMP (1937-1941), presidente da direcção (1942-1944), presidente da mesa da Assembleia Geral (1946) e presidente da Comissão de Paz (1936, 1938);
Júlia Antunes Franco, professora, oradora no II Congresso Feminino e de Educação e autora da tese “A mulher como valor social” (1928);
Julieta Ribeiro de Carvalho, oradora no I Congresso Feminino e de Educação e autora da tese “A mulher naturista” (1924);
Laura de Castro Corte-Real, advogada, presidente da Comissão de Emigração (1927) e Legislação (1923), secretária do interior - secção de correspondência (1923), oradora no I Congresso Feminino e de Educação;
Leontina de Cabral Hogan, médium e espiritualista, presidente da Comissão de Literatura (1942);
Lília da Fonseca, jornalista e escritora;
Manuela Cesarina Sena Porto, tradutora, escritora, jornalista e actriz, vice-presidente da direcção do CNMP (1946);
Manuela Palma Carlos, professora, oradora no II Congresso Feminista e de Educação e autora da tese “Coeducação” (1928);
Maria Amélia Teixeira, poetisa e directora da revista Portugal Feminino, presidente da Comissão de Arte (1932);
Maria Clara Correia Alves, secretária-geral (1914, 1919), vice-presidente (1921), directora do Boletim Oficial do Conselho Nacional das Mulheres Portuguesas (1914-1916) e da revista Alma Feminina (1917-1919), presidente da Comissão Jornalística (1917-1919);
Maria Emília Baptista Ferreira, vice-presidente (1917, 1922-1923) e presidente da Mesa da Assembleia Geral (1920); 
Maria Ermelinda de Stuart Gomes, escritora e professora, presidente da Comissão de Educação (1936);
Maria Eugénia Cunhal, jornalista e escritora;
Maria Isabel Aboim Inglês, professora catedrática;
Maria Isabel Correia Manso, oradora no I Congresso Feminista e de Educação e autora da tese "A mulher na administração dos municípios" (1924);
Maria Lamas, presidente da direcção do CNMP (1945-1947), presidente da Comissão de Educação (1937), Arte (1943-1944) e Literatura (1939-1941; 1943);
Maria Lúcia Vassalo Namorado, escritora, presidente da Comissão de Propaganda (1945);
Maria da Luz Albuquerque, jornalista, presidente da Comissão de Propaganda (1940-1942) e Educação (1943-1945), dinamizadora do núcleo de Santa Maria da Feira;
Maria da Luz Pereira e Silva, vice-presidente (1921-1923, 1925);
Maria da Natividade Pinheiro Correia, impulsionadora da delegação de Coimbra;
Maria O’Neill, escritora, presidente da Comissão de Assistência Social (1922-1923; 1925-1929; 1931-1932), Trabalho (1924) e das Ligas de Bondade (1924), oradora no I e II Congresso Feminino e de Educação e autora das teses “Assistência e trabalho”, “As ligas de bondade” (1924) e “O voto às mulheres” (1928);
Maria Regina Dias Carvalheiro, advogada, dinamizadora do núcleo de Coimbra e da Figueira da Foz;
Mariana da Assunção da Silva, professora, vogal da direcção (1925-1926, 1928-1929), presidente da Comissão de Beneficência (1927), e Tesoureira Geral (1931-1945);
Paulina Luisi, médica, professora e líder do movimento feminista no Uruguai, sócia honorária;
Regina do Carmo, professora, oradora no I Congresso Feminino e de Educação e autora da tese “Escolas ao ar livre” (1924);
Regina Quintanilha, primeira advogada a exercer em Portugal e oradora no I Congresso Feminista e de Educação (1924);
Sara Beirão, presidente da mesa da Assembleia Geral (1929-1930), vice-presidente da direcção do CNMP (1931-1934, 1943-1945), presidente da direcção do CNMP (1935-1942), presidente-honorária (1942), presidente da Comissão de Sufrágio (1926, 1932-1934), oradora no II Congresso Feminino e de Educação e autora da tese “A mulher portuguesa no comércio” (1928);
Sara Benoliel, médica e primeira pediatra a exercer em Portugal;
Vitória Pais Freire de Andrade, professora, presidente da mesa da Assembleia Geral (1923, 1925), presidente da Comissão de Propaganda (1926), Paz (1922), Sufrágio (1925), oradora no I Congresso Feminino e de Educação e autora da tese “A influência dos espectáculos públicos na educação” (1924).